# Ferdinand Kindermann (Gärtner)
Christoph Ferdinand Kindermann (* 6. September 1805 in Berlin; † 15. September 1865 in Potsdam) war der erste Hofgärtner im Park Babelsberg. 

## Leben und Wirken
Ferdinand Kindermann wurde in Berlin als Sohn eines Kaufmanns geboren. Dort erlernte er von 1819 bis 1822 im Schlossgarten Bellevue den Gärtnerberuf und war in Charlottenburg, der 1823 gegründeten Landesbaumschule in Potsdam und im Berliner Botanischen Garten tätig. Daran schloss sich bis 1833 die Gesellenwanderung an, die ihn nach Schwetzingen, in die Schweiz, Italien, Ungarn und Österreich führte. 
Als der Gartenarchitekt Peter Joseph Lenné in Babelsberg mit der Anlage eines Landschaftsgartens begann, erhielt Kindermann 1836/37 zunächst eine Anstellung als Obergehilfe und wurde 1837 zum Hofgärtner ernannt. Ab 1843 leitete er die Parkarbeiten nach den Empfehlungen des Gartenkünstlers Hermann von Pückler-Muskau, der Lenné abgelöst hatte und reiste im selben Jahr zum Studium auf dessen Landsitz nach Muskau.
Ab 1855 entstand in der Südhälfte des Parks eine funktionstüchtige Gärtnerei mit Treibhäusern, Wirtschaftsgebäuden und einem Gärtnerhaus, in dem Kindermann mit der Familie in seinen letzten Lebensjahren wohnte. Er heiratete 1837 die Tochter eines Potsdamer Kaufmanns, Juliane Luise Adolfine Zill. Aus der Ehe gingen sechs Kinder hervor, zu denen sein Sohn Otto gehörte, der nach seinem Tod die Nachfolge als Hofgärtner im Park Babelsberg antrat, dessen landschaftsgärtnerische Gestaltung für beide zum Lebenswerk wurde. In Potsdam wurde er Mitglied der Freimaurerloge Teutonia zur Weisheit.